# هارولد باير جونيور
هارولد باير جونيور (بالإنجليزية: Harold Baer, Jr.)‏ هو محامي وقاضي أمريكي، ولد في 16 فبراير 1933 في نيويورك في الولايات المتحدة، وتوفي في 27 مايو 2014 في ستوني بروك ، نيويورك في الولايات المتحدة.